# Ice Station Santa
«Sam & Max: Season 2 - Episode 1 - Ice Station Santa» — перша серія другого сезона серіалу Sam & Max розповідає про нові пригоди харизматичної парочки чотироногих детективів Сема та Макса. Головний лиходій — якийсь огидний суб'єкт, що бажає викрасти Різдво. Дія гри розгортається на Північному полюсі.

## Геймплей
Ice Station Santa, відповідно і як Sam & Max Episodes — класичний квест з point'n'click-інтерфейсом. Інвентар знаходиться в нижньому лівому куті екрана у вигляді картонної коробки. Коли на коробку наводиться курсор, нам показують увесь вміст «карманів» головних героїв. На початок гри там лежить тільки незамінний друг пса-поліцейського — пістолет (англ. Big Gun). Ліва кнопка миші відповідає за пересування персонажа по ігровим екранам, подвійний клік — і сем переходить на біг. Комбінаторика предметів відсутня, зате в серіал повернулись міні-ігри. В міні–іграх керування персонажами і транспортом можна здійснювати за допомогою клавіатури.
Для початківців передбачений навчальний режим (одне з нововведень другого сезону), а також підказки Макса, частоту яких можна змінити в опціях.

## Сюжет
1. ↑  All PS Now games A-Z: Browse the full list of games available to play with your PS Now membership